# Tetraonyx decorata
Tetraonyx decorata is een keversoort uit de familie van oliekevers (Meloidae). De wetenschappelijke naam van de soort is voor het eerst geldig gepubliceerd in 1866 door Kirsch.